# The Guardian Legend
The Guardian Legend is een videospel voor het platform Nintendo Entertainment System. Het spel werd uitgebracht in 1989.